# ملخ‌های چوب‌کبریتی
ملخ‌های چوب‌کبریتی (نام علمی: Eumastacidae) نام یک تیره از بالاخانواده چوب‌کبریتی‌واران است.